# Grandes éxitos de ayer y oink!
Grandes éxitos de ayer y oink! es el octavo disco de la banda chilena Chancho en Piedra. Es una compilación de las canciones más destacadas de la trayectoria musical del grupo.
Fue editado el 2007 en formato CD y tiene diecinueve temas, de ellos cuatro temas son inéditos: «En el año del Chancho Dorado» (instrumental), «Cóndor» (en alusión a la tradicional ave cordillerana andina), «Pícara» (de Isaac Villanueva) y «Lophophora oriental», este último siendo una reversión del tema «Lophophora», originalmente de Marca Chancho donde se aprecian arreglos típicos de la música oriental.

## Lista de canciones
| Grandes éxitos de ayer y oink! |                                                       |          |  |
| N.º                            | Título                                                | Duración |  |
| 1.                             | «En el año del Chancho Dorado»                        | 3:21     |  |
| 2.                             | «Sinfonía de cuna» (Peor es mascar lauchas)           | 3:27     |  |
| 3.                             | «Volantín» (Ríndanse terrícolas)                      | 4:03     |  |
| 4.                             | «La vida del oso» (Desde el batiscafo)                | 4:41     |  |
| 5.                             | «Eligiendo una reina» (Marca Chancho)                 | 4:05     |  |
| 6.                             | «Cóndor»                                              | 5:32     |  |
| 7.                             | «Locura espacial» (Ríndanse terrícolas)               | 3:06     |  |
| 8.                             | «Hacia el Ovusol» (La dieta del lagarto)              | 3:45     |  |
| 9.                             | «El impostor» (El tinto elemento)                     | 4:06     |  |
| 10.                            | «Almacén» (Desde el batiscafo)                        | 3:52     |  |
| 11.                            | «Historias de amor y condón» (Marca Chancho)          | 4:47     |  |
| 12.                            | «Da la claridad a nuestro sol» (La dieta del lagarto) | 4:58     |  |
| 13.                            | «Pícara»                                              | 4:17     |  |
| 14.                            | «Multi-ricachón» (Desde el batiscafo)                 | 3:14     |  |
| 15.                            | «Animales disfrazados» (El tinto elemento)            | 3:56     |  |
| 16.                            | «Edén» (La dieta del lagarto)                         | 4:15     |  |
| 17.                            | «Discojapi» (Ríndanse terrícolas)                     | 4:08     |  |
| 18.                            | «Guach Perry» (Peor es mascar lauchas)                | 3:56     |  |
| 19.                            | «Lophophora oriental»                                 | 5:27     |  |

## Singles
- «Cóndor» (Video y sencillo)
- «En el año del Chancho Dorado» (Video)

## Integrantes
Chancho en Piedra
- Eduardo Ibeas – Voz
- Felipe Ilabaca – Bajo
- Pablo Ilabaca – Guitarra
- Leonardo Corvalán – Batería

Músicos invitados
- Jaime Angulo – Teclado
- Manuel Torres – Percusión

- Datos: Q5884867